# Isabel - på vej
Isabel - på vej er en dansk dokumentarfilm fra 1994 med instruktion og manuskript af Helle Toft Jensen. Filmen er en selvstændig fortsættelse af Isabel c/o Danmark, der skildrer den dengang 16-årige piges liv i Danmark.

## Handling
Isabel er 20 år og bor i Chile. Men det har hun ikke altid gjort, skønt hun er chilener af fødsel. Hendes forældre flygtede med hende og hendes bror til Danmark, da Augusto Pinochet smadrede landets demokrati. Da Isabel fyldte 18 år, bestemte hun sig for at vende tilbage til sit fødeland. Isabel er splittet mellem to nationaliteter. Hun taler og drømmer på både dansk og spansk. I filmen fortæller Isabel om sine svære valg, sine tanker og håb - og om sit store arbejde med at blive et helt menneske.